# 鉛白

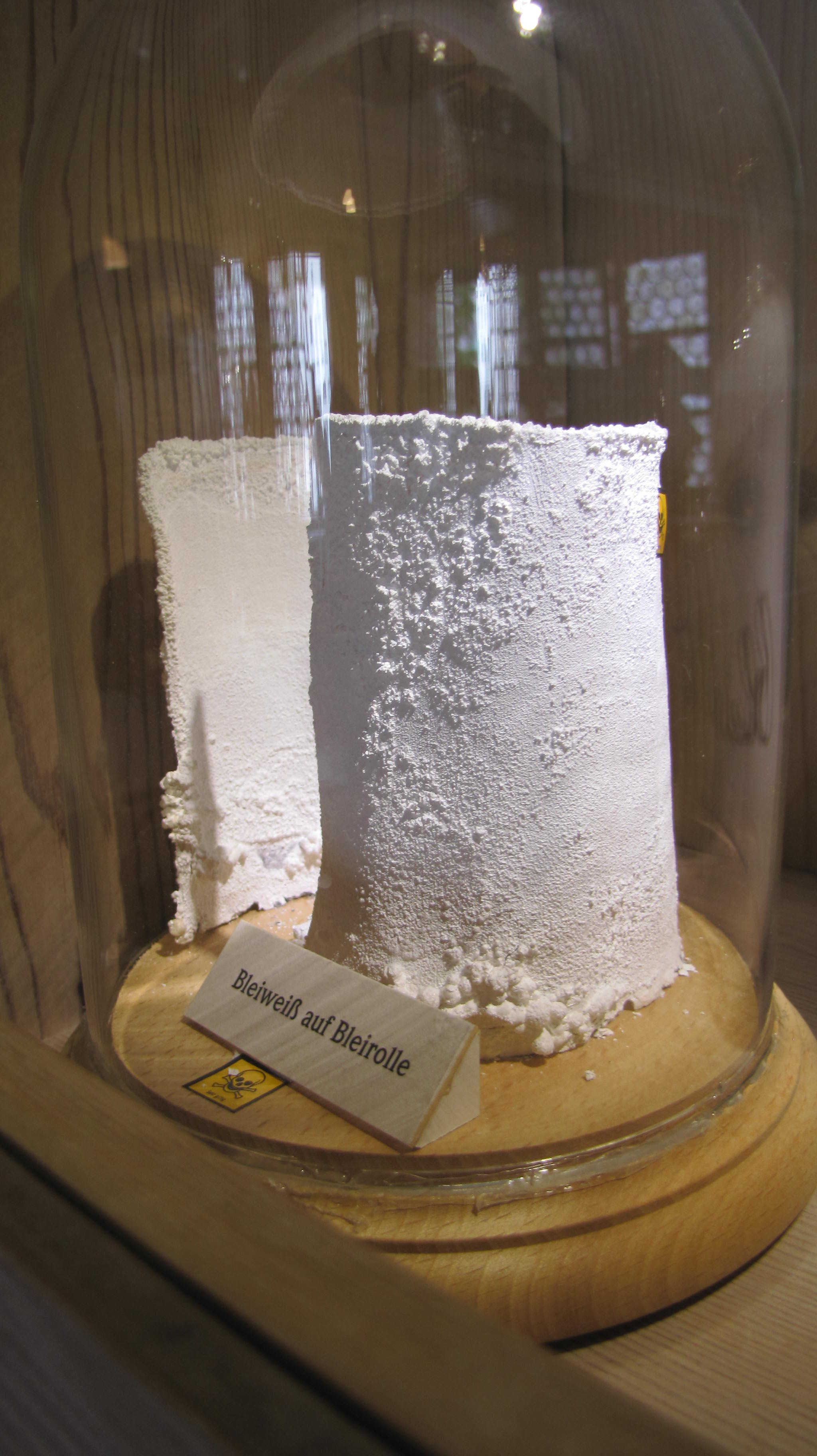
鉛白

鉛白（えんぱく、white lead）は古代から使用されてきた白色顔料で、組成は塩基性炭酸鉛 2PbCO3•Pb(OH)2である。

## 特徴
現在では油彩用顔料として使用されている。油彩のモデリング等において活躍する。成分である鉛が触媒として作用し展色材である乾性油の酸化重合を促すこと、絵具化に際して要求される油量が少ない為油の影響を受け難いことなどの理由で、乾燥性が良い。塗膜の上塗り及び下層に対する接着性が良く、亀裂の発生も少ない。この性質は、鉛白の結晶が板状であり、塗膜に層状に配列することによると考えられる。カドミウムイエローやウルトラマリンなどと混色しても大抵は問題を起こさないが、硫黄化合物と混合すると黒変の可能性がある。水性絵具では硫黄成分を遮断できないので、水性絵具には適さない。毒性があるので、長期にわたる皮膚などからの摂取には注意を要する。
クレムニッツ白として有名な鉛白は、クレムニッツ法によって得られる。しかし絵具化するとチューブの中で粗粒となる。また、白色度も最高ではない。新しい製法として、1955年頃から「電気分解法」が日本で採用されるようになった（三井金属）。99.998％という純度の高い電気鉛を使用し、電解液中に炭酸ガスを吹き込み、電気分解を連続操作で行うなど、近代設備でコントロールし製造する。この鉛白は均質で白色度も高い。国産鉛白絵具を支える顔料である。White Leadとも言われる。
鉛白の発色は人間の美白肌の色彩として大変に美しく見えるため、絵具としてはルノワールなど女性の肌を描くのに多用した画家が多く、洋の東西を問わず人間が肌に塗るおしろいの発色成分として用いられていた。当然毒性からの中毒者も絶えなかったが、禁止されてもなお使用され続けた。